# Robert Taylor (arquitecto)
Robert Taylor (Woodford, Essex, 1714–1788) fue un notable arquitecto inglés de mediados del siglo XVIII.

## Biografía
Nacido en Woodford, Essex, Taylor siguió los pasos de su padre y comenzó a trabajar como albañil y escultor, pasando tiempo como alumno de Sir  Henry Cheere.  A pesar de algunos encargos importantes (incluyendo un busto del comerciante londinense Christopher Emmott, muerto en 1745, obra hoy en la iglesia de San Bartolomé de Colne, Lancashire), disfrutó de poco éxito y se dedicó a la arquitectura, logrando al final ser un destacado arquitecto de su tiempo.
Entre sus primeros proyectos está la Asgill House (conocida entonces como Richmond Place), construida por un rico banquero, Sir Charles Asgill, 1st Baronet, primer  Baronet, en Richmond upon Thames (circa 1760), y la cercana Oak House.  A través de este tipo de conexiones, llegó a ser designado como arquitecto para el  Bank of England  hasta su muerte (causada por un catarro cogido en el funeral de su amigo Asgill en septiembre de 1788, que está enterrado en el Rincón de los Poetas, en la Abadía de Westminster), cuando fue sucedido por sir John Soane. En 1769 sucedió a sir William Chambers como Arquitecto de la Obras del Rey. Sus pupilos fueron John Nash, Samuel Pepys Cockerell, George Byfield y William Pilkington.
En 1783, se desempeñó como un sheriff de Londres y fue nombrado caballero el mismo año.
Sir Robert sirvió como vicepresidente de la junta directiva del Hospital Foundling (Hospital de Niños Expósitos), una organización benéfica destacada dedicada al bienestar de los niños abandonados de Londres.
Tuvo un hijo, Michael Angelo Taylor (1757–1834), quien, como MP por  Poole,  se convirtió en un político Whig durante la década de 1830.  Padre e hijo fueron ambos enterrados en la iglesia de St Martin-in-the-Fields en Trafalgar Square, Londres.

## Institución Taylor
La Institución Taylor, un centro para el estudio de las lenguas y literaturas europeas medievales y modernas de la Universidad de Oxford, toma su nombre de un legado de sir Robert con el propósito de «establecer una fundación para la enseñanza y mejora de las lenguas europeas». El dinero fue invertido inicialmente y el interés se fue acumulando para cubrir los costos de construcción.
La Sociedad Sir Robert Taylor ( Sir Robert Taylor Society) es una organización que busca reunir a los profesores de lenguas modernas en las escuelas y a los profesores universitarios de la Facultad de Lenguas medievales y modernas de la Universidad de Oxford. Se celebra una reunión una vez al año, poco antes del inicio del Michaelmas Term, en el que se llevan a cabo conversaciones sobre la literatura y cultura de las comunidades lingüísticas representadas en la facultad de Oxford y donde se discuten las tendencias de admisión universitarias en las distintas lenguas.

## Lista de obras
Sus obras conocidas son las siguientes:
- 14 St. James's Square, Londres, alteraciones (1748–1750);
- 112 Bishopsgate, City of London (ca.1750) demolido;
- Braxted Lodge, Essex, ampliación (1752–1756);
- Palacio Episcopal, Chester, remodelado (1754–1757) demolido 1874;
- 35 & 36 Lincoln's Inn Fields, Londres (1754–1757) el 36 reconstruida 1859, 35 bombardeado en el  Blitz de 1941;
- Mausoleum, Iglesia de Chilham (1754) demolido 1862;
- Harleyford House, cerca de Marlow, Buckinghamshire (1755);
- Coptford Hall, cerca de Margaretting, Essex (1755) demolido 1850;
- Puente de Londres, eliminación de casas en el puente y sustitución de dos arcos centrales por un solo arco  (1756–66) demolido 1831;
- Barlaston Hall, Staffordshire (1756–1757);
- The Grove, Watford, Hertfordshire remodelación (1780);
- 70 Lombard Street (London) (ca. 1756) demolido ca. 1920;
- Grafton House, Piccadilly (ca. 1760) demolido 1966;
- Castillo de Longford, alteraciones (c.1760);
- Ottershaw Park, cerca de Chertsey, Surrey (1761) demolido 1908;
- Asgill House, Richmond, Surrey (1761–64);
- Danson House, Bexley, Kent (1762–1767);
- Trewithan House, comedor y otras adiciones Cornwall (1763–1764);
- Edificios bancarios, Threadneedle Street, City of London (1764–1766) demolidos 1844;
- Bank of England, Rotunda y oficina de Transferencias  (1765–1768), Court Room & oficina asociadas (1765–72), Oficina Reducción anualidad (1787) demolido salvo la Court Room que fue incorporado en el actual edificio;
- Northmet House en Cannon Hill (hoy: Southgate House), cerca de Arnos Grove, norte de Londres, biblioteca y comedor  (ca. 1765);
- 34 Spring Gardens, Charing Cross, Londres, casa propia de Taylor (1767) demolida 1885;
- Kevington, ampliado, St Mary Cray, Kent (1767–1769);
- Seis pequeños puentes en la Botley Road, Oxford (1767) ninguno sobrevive;
- Puente de Swinford, sobre el río Támesis en Eynsham (1767–1769);
- 33 Upper Brook Street, Mayfair, Londres (1769);
- 1 a 14 Grafton Street (London) (1769 en adelante) solo de 3 a 6 y el sótano de 7 sobreviven;
- Chute Lodge, cerca de Devizes, Wiltshire (ca. 1768);
- Purbrook Park, Portsdown Hill Hampshire (ca. 1770)  fue la primera recreación de un atrio romano en Inglaterra, demolido;
- Sharpham House, cerca de Totnes, Devon (ca. 1770);
- The Oaks, el salón de baile, atribuido, Carshalton, Surrey (ca.1770);
- Palacio del Obispo de Ely, alteraciones (1771) poco de las obras sobrevive;
- Althorp, Northamptonshire, reparaciones en la cubierta (1772);
- Thorncroft, Leatherhead, Surrey (1772);
- Spencer House, Londres, decoración del techo de las escaleras (1772);
- Mount Clare, Roehampton (1772);
- Puente de Maidenhead, Berkshire (1772–77);
- Ely House, Dover Street, Mayfair, Londres (1772–1776) interiores remodelados 1909;
- Porter's Lodge, Shenley, Hertfordshire (1772) alterada 1903;
- Edificios de piedra, Lincoln's Inn, Londres (1774–80);
- Six Clerk's and Enrolment Offices, Chancery Lane, Londres para Lincoln's Inn (1775–77);
- Belfast Assembly Rooms, Belfast, Northern Ireland (1776) exterior alterado 1845, interior alterado 1895;
- Aguja de la iglesia de St Peter, Wallingford (1776–1777);
- Heveningham Hall (1777-c.80) interiores de James Wyatt (ca. 1780–1784);
- Gorhambury Manor, St Albans (1777–1790) modificado 1816-17, 1826-28 & 1847;
- Iglesia de Long Ditton, Surrey (1778) demolida 1880;
- Palacio Episcopal, Salisbury, alteraciones incluyendo porche gótico, puertas, ventanas y repisa de la chimenea  (1982);
- Admiralty House, London (1786–1788) interiores de Samuel Pepys Cockerell;
- The Guildhall, Salisbury (1788–1795) ejecutado después de la muerte de Taylor por su pupilo William Pilkington;
- House en Whitehall Yard, Londres, para su hijo (1788), construida 1793;
- 15 Philpot Lane, Londres, fecha desconocida;
- Clumber Park, Nottinghamshire,  una sala con pantallas de columnas en cada extremo, fecha desconocida, demolido 1938.

Estas obras no se enumeran en el libro de Binney como obras de Taylor:
- alteraciones de Bayley Park, Heathfield, Sussex (1766);
- Kevington Hall, cerca deOrpington, Kent (1767–1769);
- Beckenham Place, Kent (1773);
- Clermont Lodge, Norfolk (1769–1775);
- alteraciones en el 10 Downing Street, Londres SW1 (c. 1780).

## Galería de obras arquitectónicas

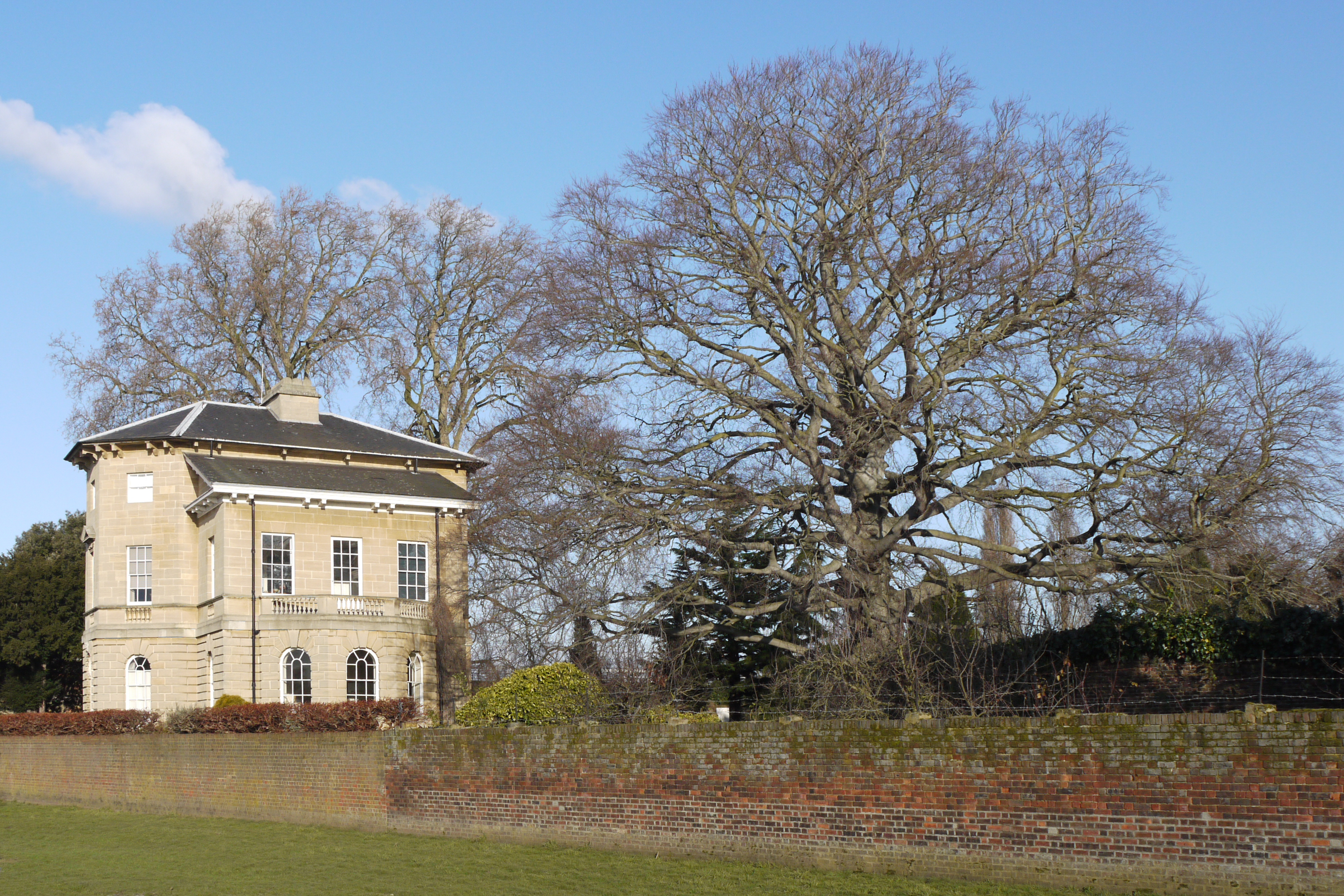
Asgill House en Richmond
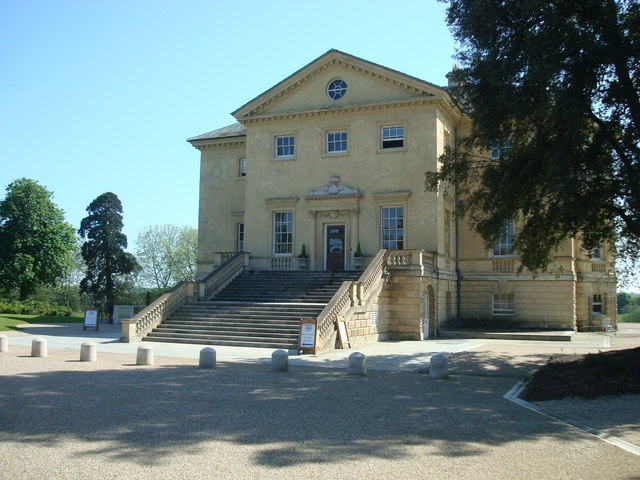
Danson House, Kent
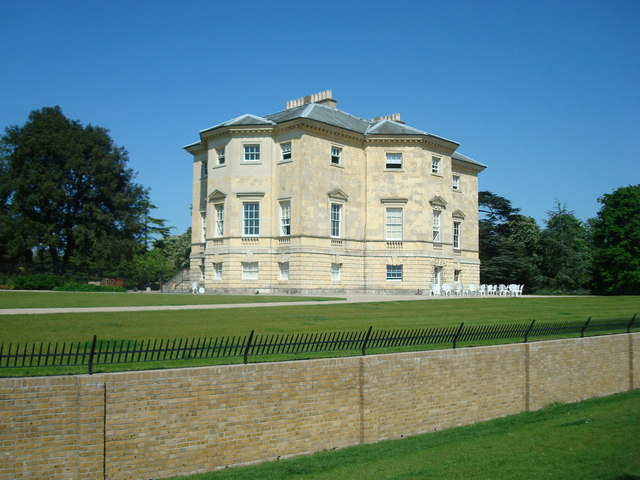
Danson House, Kent
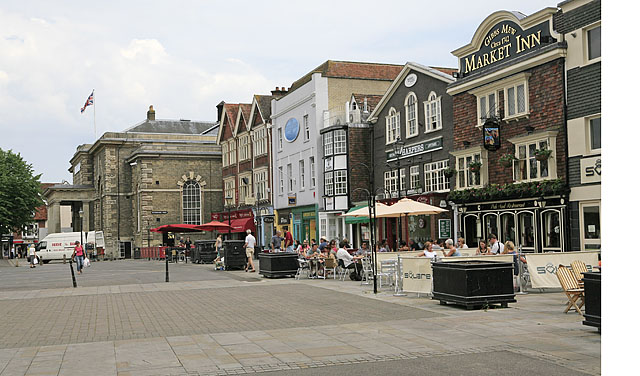
Salisbury Guildhall, edificio de piedra y ladrillo amarillo de la izquierda
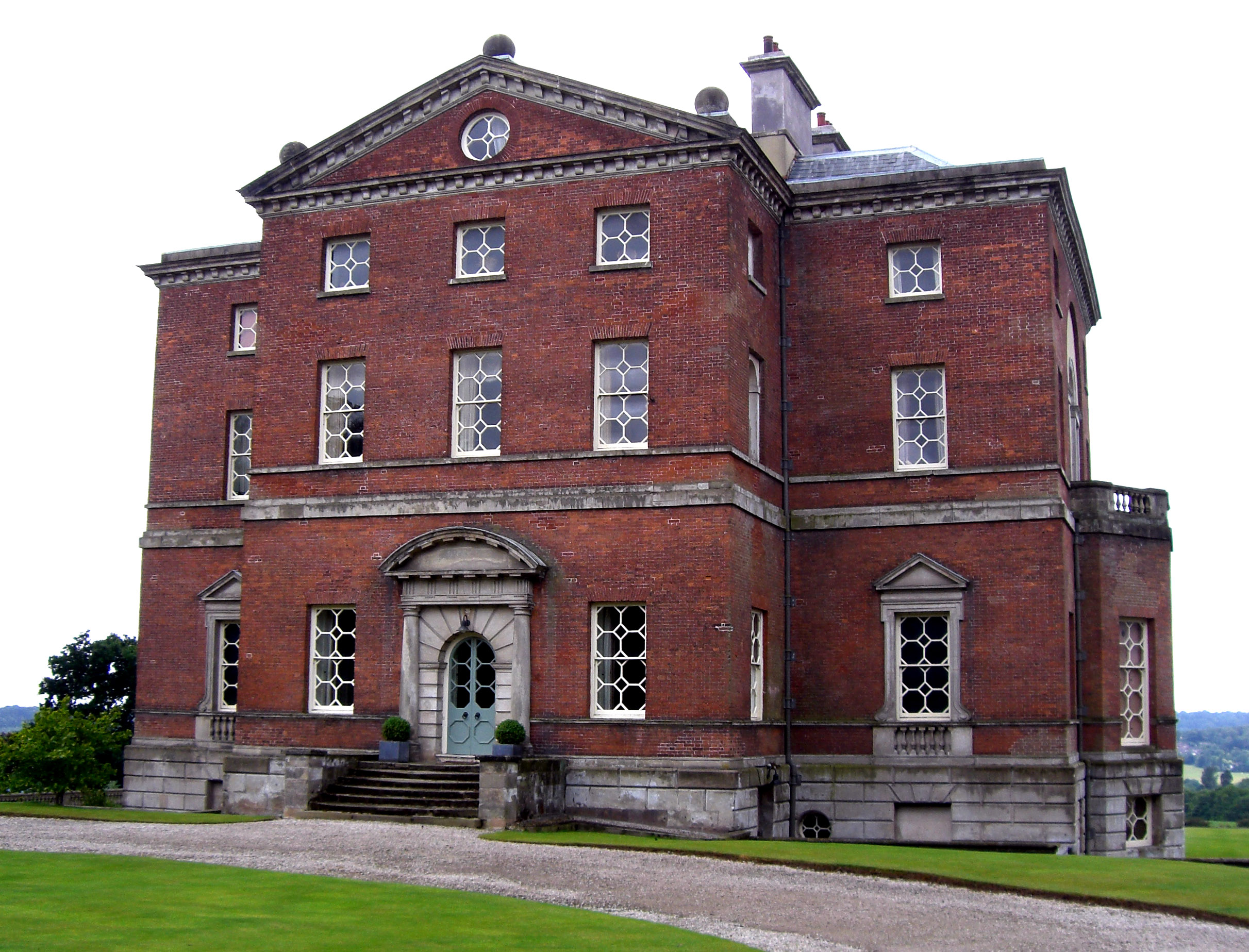
Barlaston Hall, Staffordshire
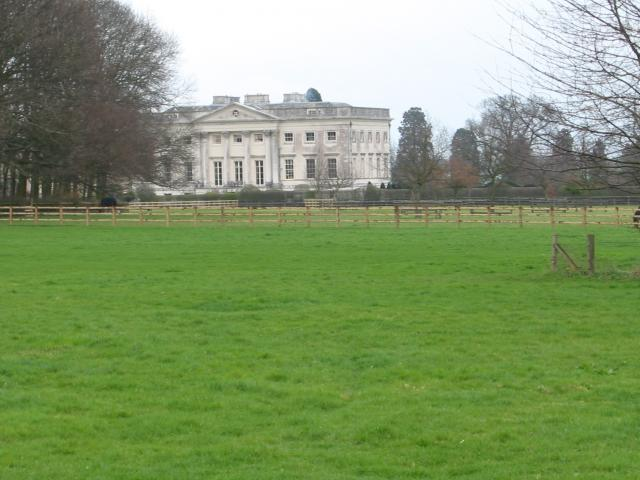
Gorhambury House
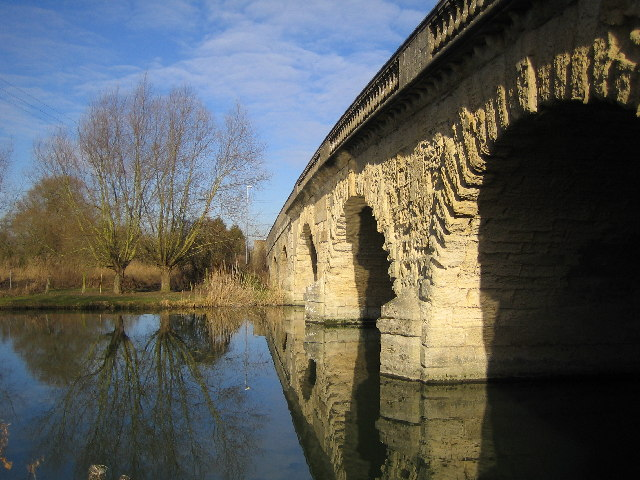
Puente de Swinford
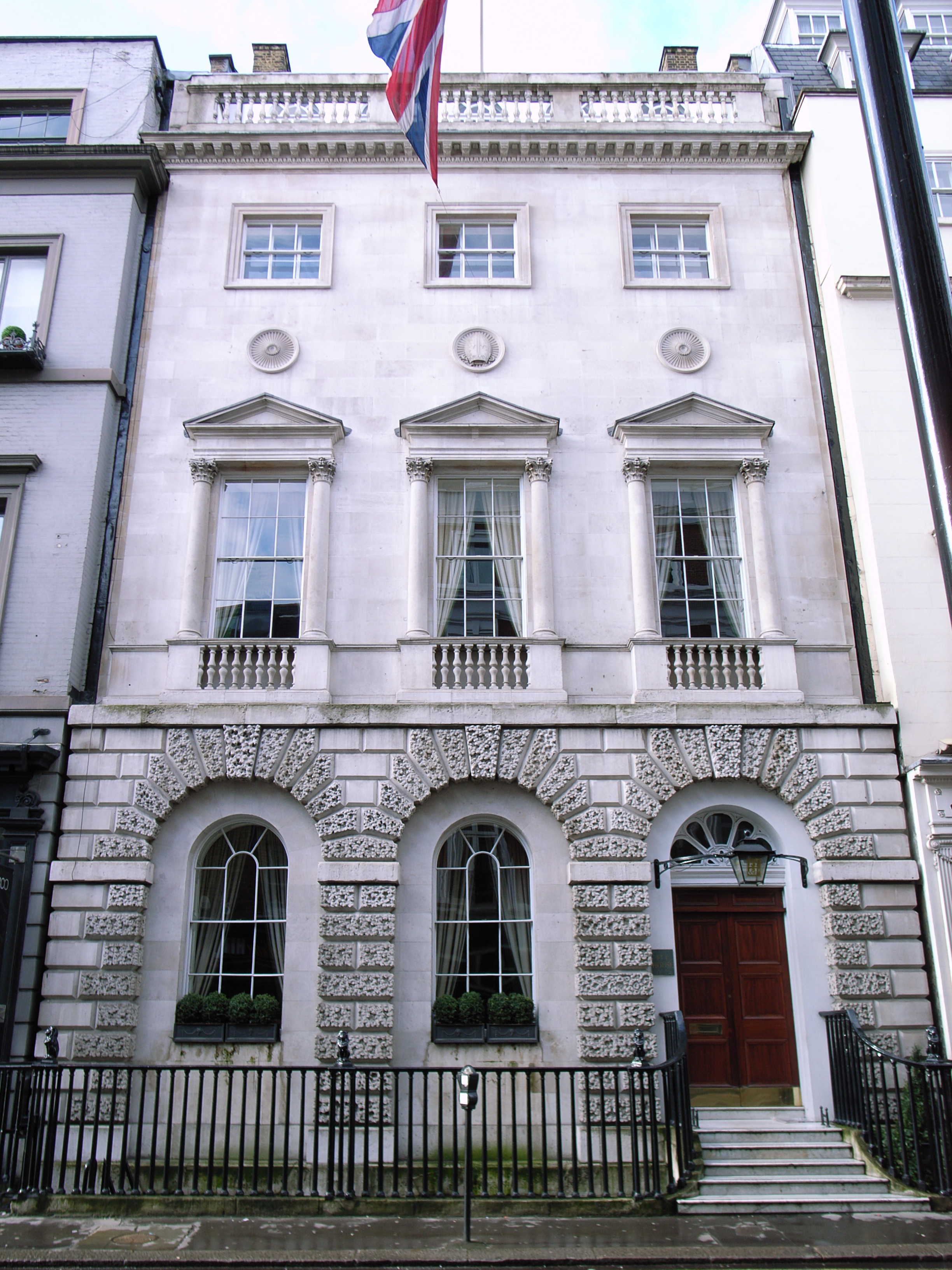
Ely House, Dover Street, Westminster
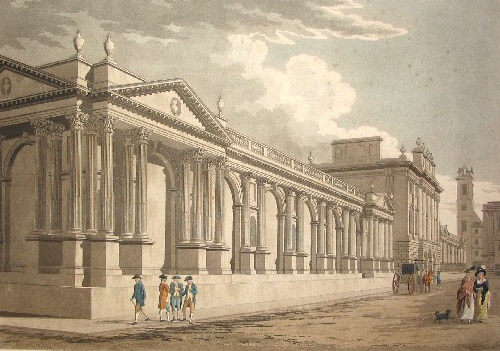
Banco de Inglaterra, que muestra una de las alas de Taylor, demolida
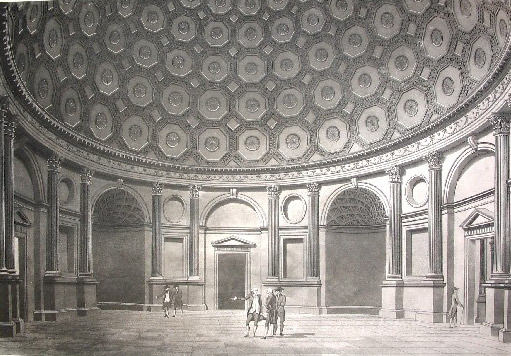
Oficina Reducción anualidad, el Banco de Inglaterra, demolida
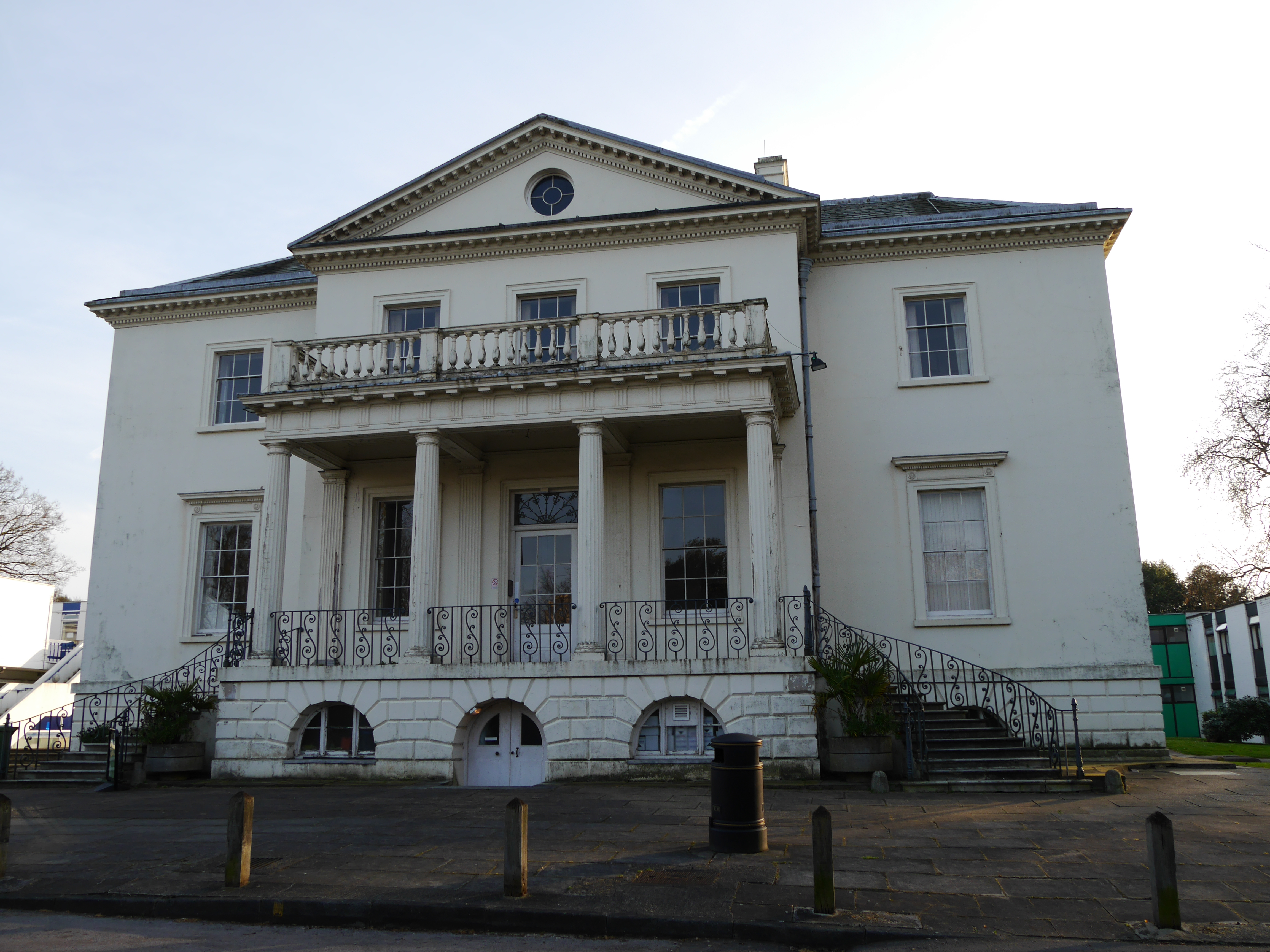
Mount Clare, Roehampton, Londres